# Benediktinerinnen

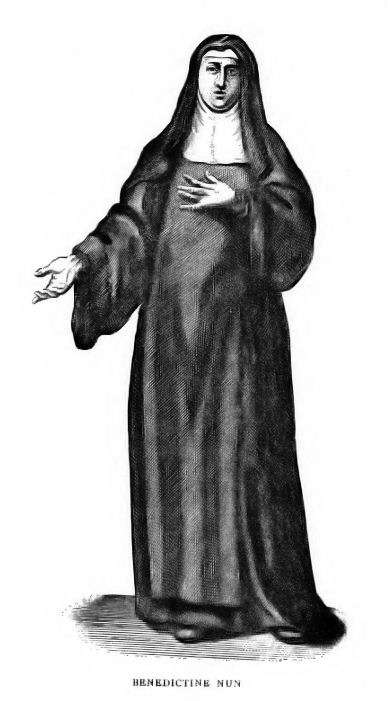
Benediktinerin im Habit (ohne Kukulle), Abbildung in English Monastic Life, 1904

Benediktinerinnen, Ordenskürzel OSB, lateinisch Ordo Sancti Benedicti, sind Ordensfrauen, die nach der Regel des hl. Benedikt leben.

## Geschichte
Der Überlieferung nach gehen die benediktinischen Frauenklöster auf die heilige Scholastika, die Zwillingsschwester des heiligen Benedikt von Nursia, und damit auf das 6. Jahrhundert zurück. Scholastika wird in der Vita des hl. Benedikt als geweihte Jungfrau erwähnt; ob sie in einem Kloster lebte, dessen Gemeinschaft nach der Benediktsregel lebte und damit als Benediktinerin gilt, kann daraus nicht abgeleitet werden.

## Lebensform

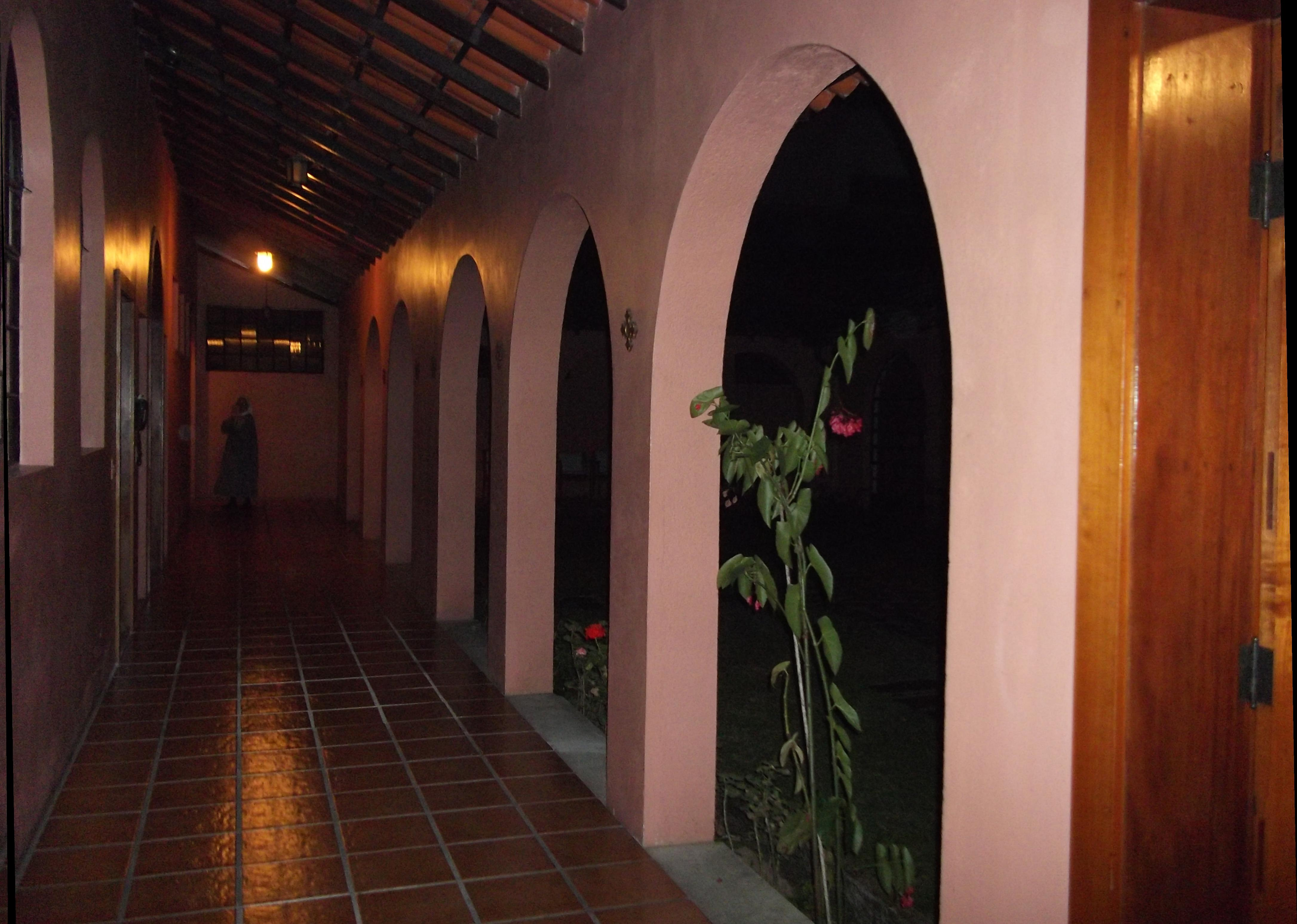
Kreuzgang der Benediktinerinnen vom Kloster der heiligen Jungfrau in Petrópolis

Die meisten Benediktinerinnen leben als Nonnen in der Klausur. Es gibt allerdings seit dem 20. Jahrhundert auch einige nicht-klausurierte Gemeinschaften, deren Mitglieder Arbeiten außerhalb des Klosters übernehmen, wie etwa die Missionsbenediktinerinnen und die Kommunität Venio.

## Kongregationen
Fast alle Benediktinerinnenklöster im deutschsprachigen Raum gehören Kongregationen an, etwa der Beuroner Kongregation, der Föderation der Bayerischen Benediktinerinnenabteien, der Schweizerischen Benediktinerinnenföderation den Benediktinerinnen vom Heiligsten Sakrament, den Benediktinerinnen der Anbetung und den Benediktinerinnen von St. Lioba.
Die deutschsprachigen Benediktinerinnen haben sich des Weiteren in der Vereinigung Benediktinischer Frauenklöster im deutschsprachigen Raum VBD zusammengeschlossen.
Der weltweite Dachverband der Benediktinerinnen ist die Communio Internationalis Benedictinarum (CIB). Unter diesem Namen wurde sie im Jahre 2001 gegründet. Den Klöstern und Kongregationen, die Mitglied der CIB sind, gehören insgesamt 13.725 Nonnen an (Stand: 2014).

## Benediktinisch geprägte Frauengemeinschaften in anderen Konfessionen
Benediktinische oder benediktinisch orientierte Frauengemeinschaften gibt es auch in der anglikanischen und in der evangelischen Kirche (z. B. Communität Casteller Ring).

## Heilige und bekannte Benediktinerinnen
- hl. Lioba (≈700–782), Missionarin
- hl. Walburga (≈710–779), Missionarin und Äbtissin
- hl. Edith von Wilton (≈964–984)
- hl. Adelheid von Vilich (≈970–1015), Äbtissin
- hl. Hildegard von Bingen (1098–1179), Heilige, erste Äbtissin des Klosters Rupertsberg, Mystikerin, Dichterin, Komponistin, bedeutende Universalgelehrte sowie seit 2012 Kirchenlehrerin (Doctor Ecclesiae universalis)
- Maria Anna Benedicta von Spiegel (1874–1950), Äbtissin von St. Walburg in Eichstätt
- Michaela Puzicha (* 1945), Theologin und Kirchenhistorikerin
- Clementia Killewald (1954–2016), Äbtissin von Rupertsberg und Eibingen, 39. Nachfolgerin Hildegard von Bingens
- Christiana Reemts (* 1957), Äbtissin von Mariendonk, Theologin